# 酒井忠寛 (庄内藩主)
酒井 忠寛（さかい ただとも）は、出羽庄内藩第10代藩主。酒井佐衛門尉家第16代当主。第8代藩主・酒井忠器の十二男。第9代藩主・酒井忠発の弟。

## 略歴
天保10年（1839年）2月19日、第8代藩主・酒井忠器の12男として生まれる。安政6年（1860年）12月16日、兄の長男・忠恕の急逝により、嫡子となって叙任する。
文久元年（1861年）8月6日、兄の隠居により家督を継ぐ。同年12月（西暦で1862年）、従四位下に叙任する。文久2年（1862年）9月17日、当時流行していた麻疹が原因で死去した。享年24。正室も側室もなかったために子はなく、家督を甥（兄・忠発の五男）の忠篤が継いだ。

## 系譜
- 父：酒井忠器
- 母：伊藤氏
- 正室：無し
- 養子
  - 男子：酒井忠篤 - 酒井忠発の五男